# Gilletinus acutus
Gilletinus acutus es una especie de coleóptero de la familia Geotrupidae.

## Distribución geográfica
Habita en Papúa Nueva Guinea.